# Aleš Doktorič
Aleš Doktorič, slovenski kulturni delavec in publicist, * 28. januar 1960, Gorica, † 24. december 2022, Bruselj.
Rodil se je 28. januarja 1960 v Gorici očetu Emilliu in materi Marii. Osnovno in srednjo šolo je obiskoval v Gorici, kjer je leta 1979 na goriškem liceju maturiral. Na Filozofski fakulteti v Trstu je diplomiral z diplomsko nalogo o Jožetu Babiču. Na licejskem polu Primoža Trubarja in Simona Gregorčiča je od leta 1985 poučeval književnost, latinščino in umetnostno zgodovino. Na Videmskem konservatoriju je po šolanju v Gorici opravil nižji izpit za violino. Med leti 1977 in 1986 je na Glasbeni Matici v Gorici poučeval teorijo in solfeggio.
Svoja dela je objavljal v več časopisih in revijah, med drugimi tudi v Primorskem dnevniku, Novem listu in Jadranskem koledarju; ter Il Manifestom in Nickel Odeon med italijanskim tiskom. Na Radiu Trst A je imel radijske oddaje o slovenski kinematografiji in radioteleviziji, kasneje pa je sodeloval tudi s Televizijo Koper in Radiotelevizijo Slovenije. Bil je predsednik Kinoateljeja v Gorici. V vlogi producenta je izvedel realizacijo približno dvajsetih avdiovizualnih del, v svojih delih pa je prikazoval čezmejno osebno identiteto.